# Hungarian Juniors 2017
Das 7th Multi Alarm Hungarian Junior 2017 fand als bedeutendstes internationales Nachwuchsturnier von Ungarn im Badminton vom 9. bis zum 12. Februar 2017 in Pécs statt. Es war die 11. Auflage der Hungarian Juniors.

## Sieger und Platzierte
| Disziplin    | Gold                                | Silber                                     | Bronze                      |
| ------------ | ----------------------------------- | ------------------------------------------ | --------------------------- |
| Herreneinzel | Ondřej Král                         | Christo Popov                              | Luka Milić                  |
| Herreneinzel | Ondřej Král                         | Christo Popov                              | Dmitriy Panarin             |
| Dameneinzel  | Vivien Sándorházi                   | Réka Madarász                              | Wiktoria Dąbczyńska         |
| Dameneinzel  | Vivien Sándorházi                   | Réka Madarász                              | Tereza Švábíková            |
| Herrendoppel | Matěj Hubáček Ondřej Král           | Adam Horák Peter Hrnčár                    | Kenji Lovang Christo Popov  |
| Herrendoppel | Matěj Hubáček Ondřej Král           | Adam Horák Peter Hrnčár                    | Gergő Pytel Balázs Szenjai  |
| Damendoppel  | Vivien Sándorházi Tereza Švábíková  | Wiktoria Dąbczyńska Aleksandra Goszczyńska | Marig Brouxel Ainoa Desmons |
| Damendoppel  | Vivien Sándorházi Tereza Švábíková  | Wiktoria Dąbczyńska Aleksandra Goszczyńska | Maria Duțu Ioana Grecea     |
| Mixed        | Robert Cybulski Wiktoria Dąbczyńska | William Villeger Marig Brouxel             | Petr Beran Bára Hadáčková   |
| Mixed        | Robert Cybulski Wiktoria Dąbczyńska | William Villeger Marig Brouxel             | Adam Horák Mia Tarcalová    |